# Som e Louvores
Som & Louvores foi uma antiga gravadora evangélica brasileira com sede no Rio de Janeiro e São Paulo. Teve filiais em Porto Alegre, Recife, Curitiba, Goiânia. Foi a maior gravadora no segmento evangélico brasileiro durante a década de 80 e começo dos anos 90.
No final dos anos 80 e início dos anos 90 a gravadora abriu espaço para diversos artistas iniciantes que posteriormente, fariam muito sucesso na música cristã brasileira, como Cassiane, J. Neto, Mara Lima, Altos Louvores, Sérgio Lopes, Rose Nascimento, Léa Mendonça, Álvaro Tito, Rayssa e Ravel, Marquinhos Gomes, Marcos Antônio entre outros.

## Artistas que fizeram parte da gravadora
- Altos Louvores
- Álvaro Tito
- Arcanja
- Beth Paula
- Cassiane
- Carlos de Oliveira
- Ceycinha
- Cícero Nogueira
- Edison e Telma
- Eduardo Silva
- Elda Marcon
- Eliane Silva
- Eliete & Elisnelça
- Eyshila
- Eula Paula
- Exaltação
- Gentil e Nivaldo
- Grupo CALI
- Grupo Celeste
- Grupo Nova Dimensão
- Grupo Reviver
- Harpa de Ouro (Orlando V.N.)
- Irakitam
- J. Neto
- Joel & Izael de Carvalho
- Joel & Jonas
- Jorge Araújo
- Júnior
- Léa Mendonça
- Lérida
- Luiz Fontana
- Marcos Antônio
- Mara Lima
- Marquinhos Gomes
- Mineiro e Mineirinho
- Ned Souza
- Nilson Lins
- Nelson Silva
- Os Semeadores
- Oziel Dias
- Paula Méier
- Rayssa e Ravel
- Rosa Anselmo
- Rose Nascimento
- Rubens Leal
- Sebastião & Cícero
- Sérgio Lopes
- Sinal de Alerta
- Thalyta
- Trio Nova Vida
- Vaninha
- Wilma Batista
- Ziran Araújo